# Real Monasterio de la Asunción
El Real Monasterio de la Asunción o de Santa Clara, en el municipio de Játiva (provincia de Valencia), es un edificio conventual de estilos gótico y barroco construido en el siglo XIV y con posteriores reformas y ampliaciones de los siglos XVI a XVIII, que fue fundado extramuros en el año 1325. 
Las obras de este monasterio y las del convento de franciscanos fueron coetáneas de la misma orden, masculina y femenina, y sus trazas o ejecución se debieron muy probablemente al mismo maestro de obras, siguiendo pautas de distribución y de ornamentación muy similares.

## Historia
Fue fundado por Saurina de Entenza, viuda de Roger de Lauria, que le asignaba las rentas y señorío de Alcoy y Gorga junto con las poblaciones que hubiera en el Valle de Seta todo esto siendo iniciado tras una concesión de Jaime II y una bula de Juan XXII, en inicio fue construido extramuros quedó arruinado tras el incendio de la Unión en 1348. Se derribó en 1359 y se trasladó intramuros en 1364. La iglesia fue renovada a finales del S. XVII y las cubiertas fue sustituida y se cambió el sistema estructural a mediados del S.XVIII. Dinamitado en 1936, del edificio histórico solo se conserva la Iglesia, el refectorio, la cocina, la sacristía y los dormitorios.

## Descripción

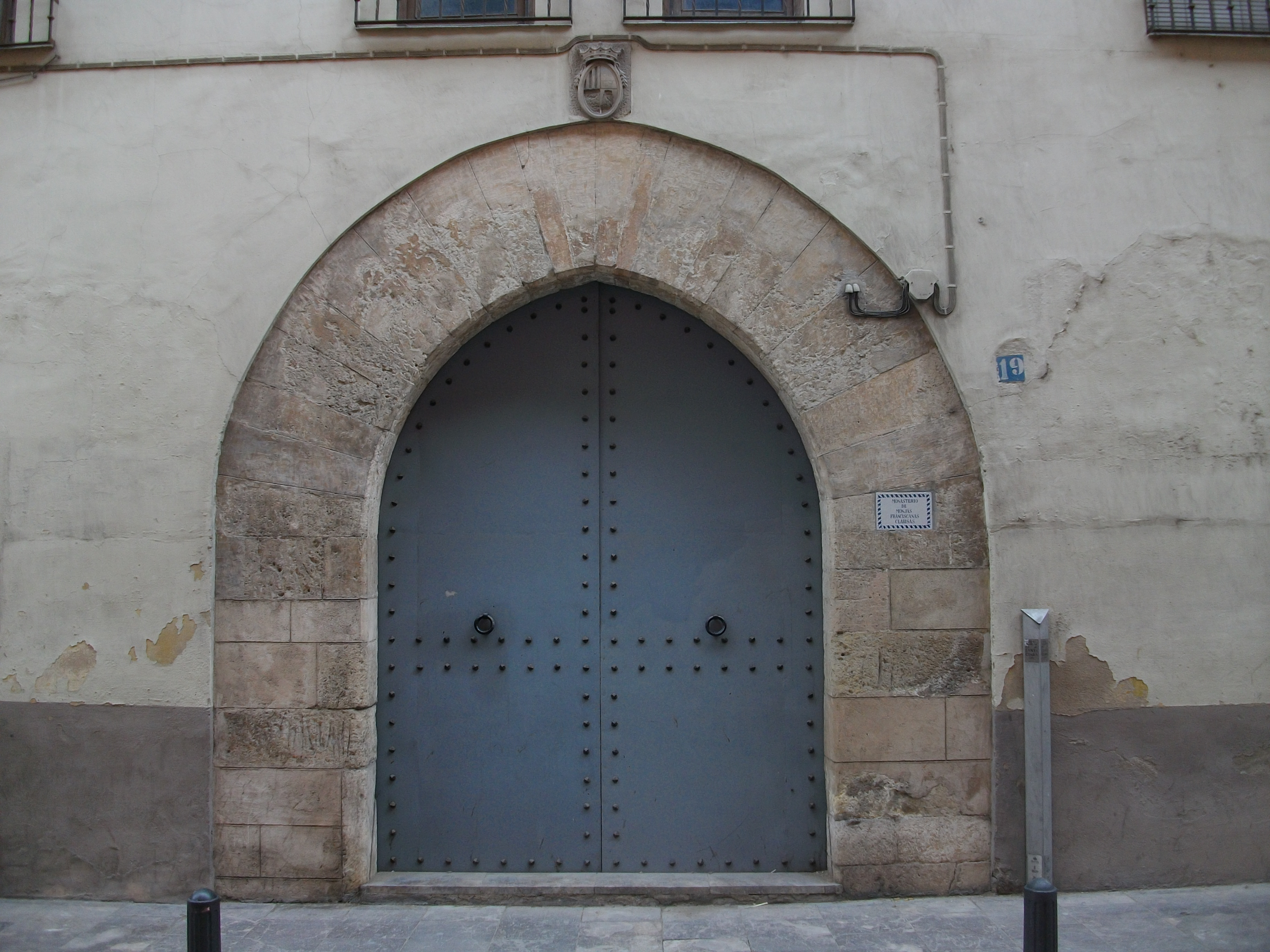

El Monasterio formaba un cuadrilátero de aproximadamente 70 por 70 metros, organizado alrededor de un claustro. En el siglo XVII se recreció el claustro, aunque el original gótico quedó intacto y la iglesia, de arcos perpiaños, fue recubierta con una bóveda de cañón con lunetos. En 1748 sufrió los efectos del llamado Terremoto de Montesa, resintiéndose la estructura del templo, por lo que se sustituyeron los arcos por una cubierta de cerchas en tijera de madera, ocultas por la bóveda del XVII. 
El resto del templo gótico se mantiene con el revestimiento de mampostería en el XVII, con los contrafuertes originales de piedra bajo los enlucidos de yeso. 
Durante la Guerra Civil el monasterio fue dinamitado y derribado en gran parte, quedando actualmente en la zona de la portería, la puerta ojival de dovelas lisas, por la que se accede al monasterio desde la calle Moncada. 
La iglesia existente hoy es un templo de una sola nave, levantado en el siglo XIV, con contrafuertes interiores y capillas entre ellos. A los pies del templo hay una dependencia con bóveda de crucería. De ella parten dos escaleras: una, llamada por la comunidad "Secreta", y construida en el siglo XVII en una caja de mampostería. Dicha escalera solo era utilizada en Semana Santa, y comunica con la antesala del coro alto que es la misma antesala que da a la zona de dormitorio. La otra escalera, junto a la anterior, era de uso diario. La iglesia tiene una espadaña de dos vanos, rematada en frontón, levantada en el XVII. 
Formando ángulo recto con la iglesia, desde la plaza de la Trinidad hasta casi llegar a la Alameda, se levanta un imponente cuerpo de edificación, cuyas dimensiones aproximadas son unos 12 metros de ancho, 15 metros de alto y unos 40 de ancho. Una gran nave medieval. Se trata de una construcción del trescientos, de potentes y elevados arcos perpiaños de piedra con arista abocelada, que sustentan una cubierta a dos aguas. Los contrafuertes son interiores. En el siglo XVIII se construyó a media altura un forjado, de modo que el espacio quedó dividido en dos niveles. En el inferior se instaló entonces el refectorio.